# Krystyna Pisarkowa
Krystyna Pisarkowa (ur. 30 stycznia 1932 w Gdańsku, zm. 27 lutego 2010 w Krakowie) – polska językoznawczyni, absolwentka Uniwersytetu Jagiellońskiego w 1954, stopień doktora otrzymała w 1963, habilitowała się w 1968. Profesor nadzwyczajny (1974) i zwyczajny (1980). Członek Polskiej Akademii Umiejętności.

## Życiorys
Urodziła się w Gdańsku 30 stycznia 1932 roku jako córka niemieckiego przemysłowca Kurta Harrera i nauczycielki wolbromianki Stanisławy Kamińskiej. Ojciec w latach późniejszych był tłumaczem literatury polskiej.
W 1954 roku ukończyła studia na Uniwersytecie Jagiellońskim w Krakowie jako magister filologii polskiej i podjęła pracę w Pracowni Polskiej Składni Historycznej PAN, kierowanej przez prof. Zenona Klemensiewicza. W 1955 roku wyszła za mąż za Walerego Pisarka i zamieszkała w Krakowie w dzielnicy Nowa Huta na osiedlu Słonecznym w bloku nr 2. Urodziła im się córka Dorota. Krystyna Pisarkowa kontynuowała pracę naukową i w 1963 obroniła pracę doktorską, a pięć lat później uzyskała stopień doktora habilitowanego. W 1974 roku została profesorem nadzwyczajnym, a w 1980 roku uhonorowana tytułem profesora zwyczajnego.
Od lat 70. XX wieku była wykładowcą na UJ i Uniwersytecie Śląskim, a pod koniec XX wieku przeniosła się całkowicie na UJ, gdzie wykładała m.in. w Katedrze Językoznawstwa Ogólnego. Wiele lat przepracowała w Instytucie Języka Polskiego PAN. W 2003 roku została członkiem Rady Języka Polskiego.
Uczestniczyła w pracach wielu towarzystw i komisji językoznawczych polskich i zagranicznych m.in. Towarzystwa Miłośników Języka Polskiego, Polskiego Towarzystwa Językoznawczego, Międzynarodowej Komisji Gramatyki Języków Słowiańskich.
Od 1990 roku była czynnym członkiem Polskiej Akademii Umiejętności. Zajmowała się głównie składnią języka polskiego, specjalizowała się także w interpretacji tekstów literackich m.in. Zbigniewa Herberta i Wisławy Szymborskiej i w teorii przekładu. Od 1963 roku współredagowała pismo Język Polski, od 2005 roku pełniła funkcję redaktora naczelnego tego pisma.
Zmarła nagle 27 lutego 2010 roku. Została pochowana na cmentarzu Rakowickim .

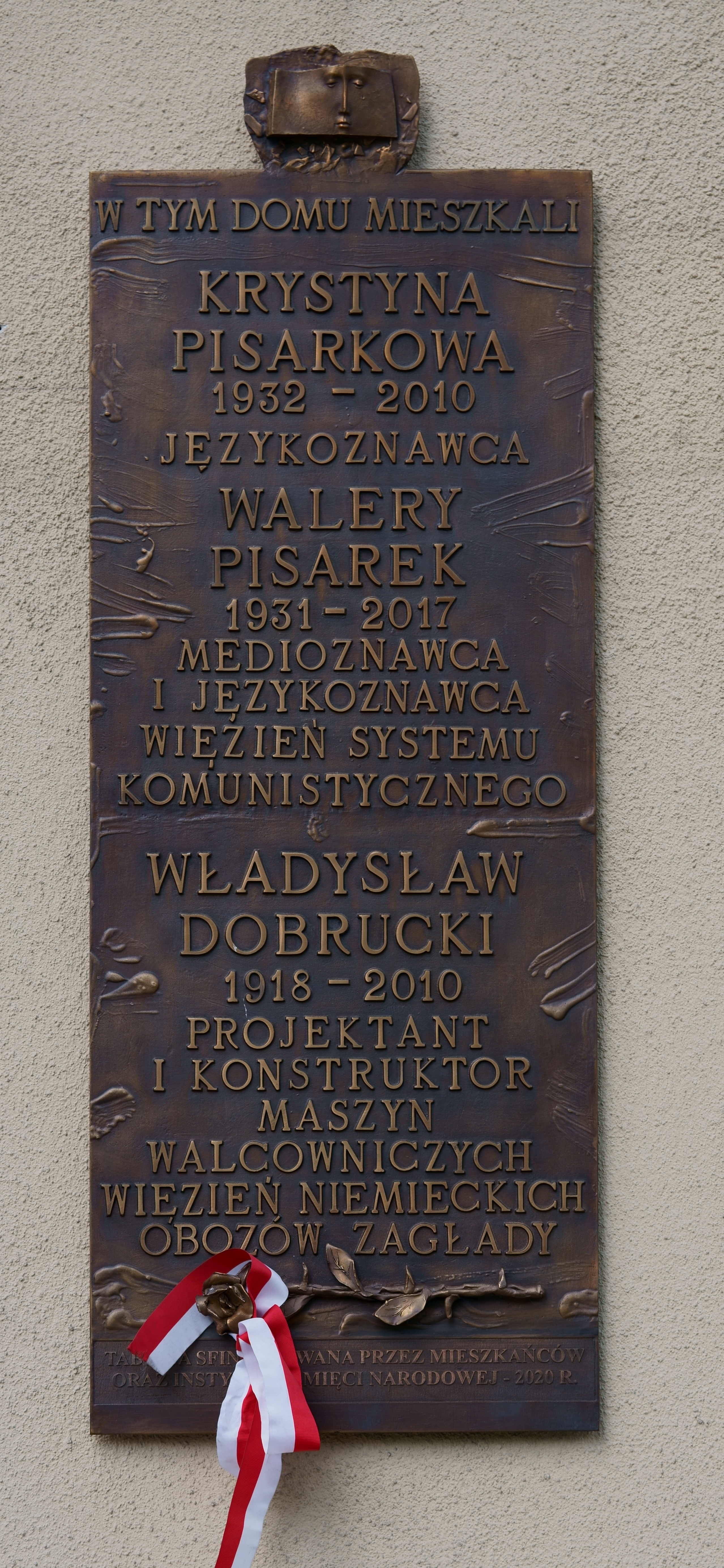
Tablica pamiątkowa poświęcona Krystynie Pisarkowej w Krakowie

Była żoną prof. Walerego Pisarka.

## Najważniejsze publikacje
- Wyliczanki polskie (wyd. I: 1975, wyd. II: 1988, wyd. III: 2012)
- Historia składni polskiej (1984)
- Język według Junga (1994)
- Pragmatyka przekładu (1998)
- Z pragmatycznej stylistyki, semantyki i historii języka (1994)
- Językoznawstwo Bronisława Malinowskiego: więzy wspólnego języka (2000)
- Rachunek sumienia jako zadanie tłumacza (2012)

## Upamiętnienie
Tablica pamiątkowa poświęcona profesorom: Krystynie Pisarkowej, Władysławowi Dobruckiemu, Waleremu Pisarkowi umieszczona na elewacji bloku nr 2 na osiedlu Słonecznym w Krakowie, w dzielnicy Nowa Huta, w miejscu zamieszkania naukowców. Została ona ufundowana przez mieszkańców  Wspólnoty Mieszkaniowej os. Słoneczne 2 i krakowski oddział IPN, odsłonięto ją 1 marca 2020 roku. Autorem tablicy wykonanej z brązu jest Stanisław Cukier .